# 华业集团
華業集團有限公司，簡稱華業集團（英語：UOL Group Limited，SGX：U14、OTCBB：UOLGY
），在1963年創立，該公司前身為「輝聯有限公司」(Faber Union Ltd)；1973年中大華銀行從輝聯（香港）手中收購公司，並於1975年更名「大華置業有限公司」(United Overseas Land Limited)；2006年再更名華業集團。
業務主要在新加坡、中國等地區經營房地產，旗下酒店業務為泛太平洋酒店集團有限公司，股份在1975年於新加坡交易所主板上市，同時被大華銀行收購。主席為黃祖耀，總裁為Liam Wee Sin。總部位於101 Thomson Road, #33-00 United Square Singapore 307591。

## 連結
- uol.com.sg（页面存档备份，存于）